# Amanda Hocking
Amanda Hocking (* 12. Juli 1984) ist eine US-amerikanische Schriftstellerin von Fantasy-Romanen. Sie gilt mit weit über 8 Millionen verkauften E-Books (Stand: November 2013) als die erfolgreichste self-publishing-Autorin der Welt. Mittlerweile hat Hocking bei einem der größten Verlage der USA unterschrieben.

## Leben und Karriere
Amanda Hocking arbeitete als Altenpflegerin und verfasste in ihrer Freizeit Vampir-Romane. Nach erfolgloser Verlagssuche veröffentlichte Hocking im April 2010 ihre ersten Bücher auf Amazon Kindle als E-Books. In den ersten Monaten verkaufte sie bis zu 9.000 E-Books pro Tag und verdiente weit über 100.000 US-Dollar pro Monat. Hocking kündigte schon nach dem ersten Monat nach der Veröffentlichung ihre Stelle als Altenpflegerin. Bis heute konnte Amanda Hocking über eine Million E-Books ihrer Vampir-Fantasy-Geschichten verkaufen. Mittlerweile werden ihre Bücher in weiten Teilen der Welt, unter anderem auch in Europa und Asien, in gedruckter Buchform vertrieben. In Deutschland werden ihre Bücher vom cbt Verlag vermarktet. Im Jahr 2011 wurden mehrere Filmemacher und Filmstudios auf die Autorin und ihre Bücher aufmerksam und kauften die Filmrechte an mehreren Büchern.
Die Trilogie "Die Tochter der Tryll" soll nunmehr verfilmt werden. Das Drehbuch verfasste Terri Tatchell.
2011 schloss Amanda Hocking einen Vertrag mit dem US-Verlag St Martin’s Press für eine Jugendbuchreihe ab.

## Werke
- Unter dem Vampirmond  (Original: My Blood Approves)

Band 1 – Versuchung (Original: My Blood Approves, 2010)
Band 2 – Verführung (Original: Fate, 2010)
Band 3 – Verlangen (Original: Flutter, 2010)
Band 4 – Schicksal (Original: Wisdom, 2010)
Band 5 – Original: Swear, 2016
- Die Tochter der Tryll (Original: A Trylle Novel)

Band 1 – Verborgen (Original: Switched, 2010)
Band 2 – Entzweit (Original: Torn, 2012)
Band 3 – Vereint (Original: Ascent, 2012)
- Watersong

Band 1 – Sternenlied (Original: Wake, 2012)
Band 2 – Wiegenlied (Original: Lullaby, 2012)
Band 3 – Todeslied (Original: Tidal, 2013)
Band 4 – Original: Elegy, 2013